# Aulacocyclus mastersi
Aulacocyclus mastersi is een keversoort uit de familie Passalidae. De wetenschappelijke naam van de soort is voor het eerst geldig gepubliceerd in 1871 door MacLeay.